# 오스만 제국 후기 집단학살

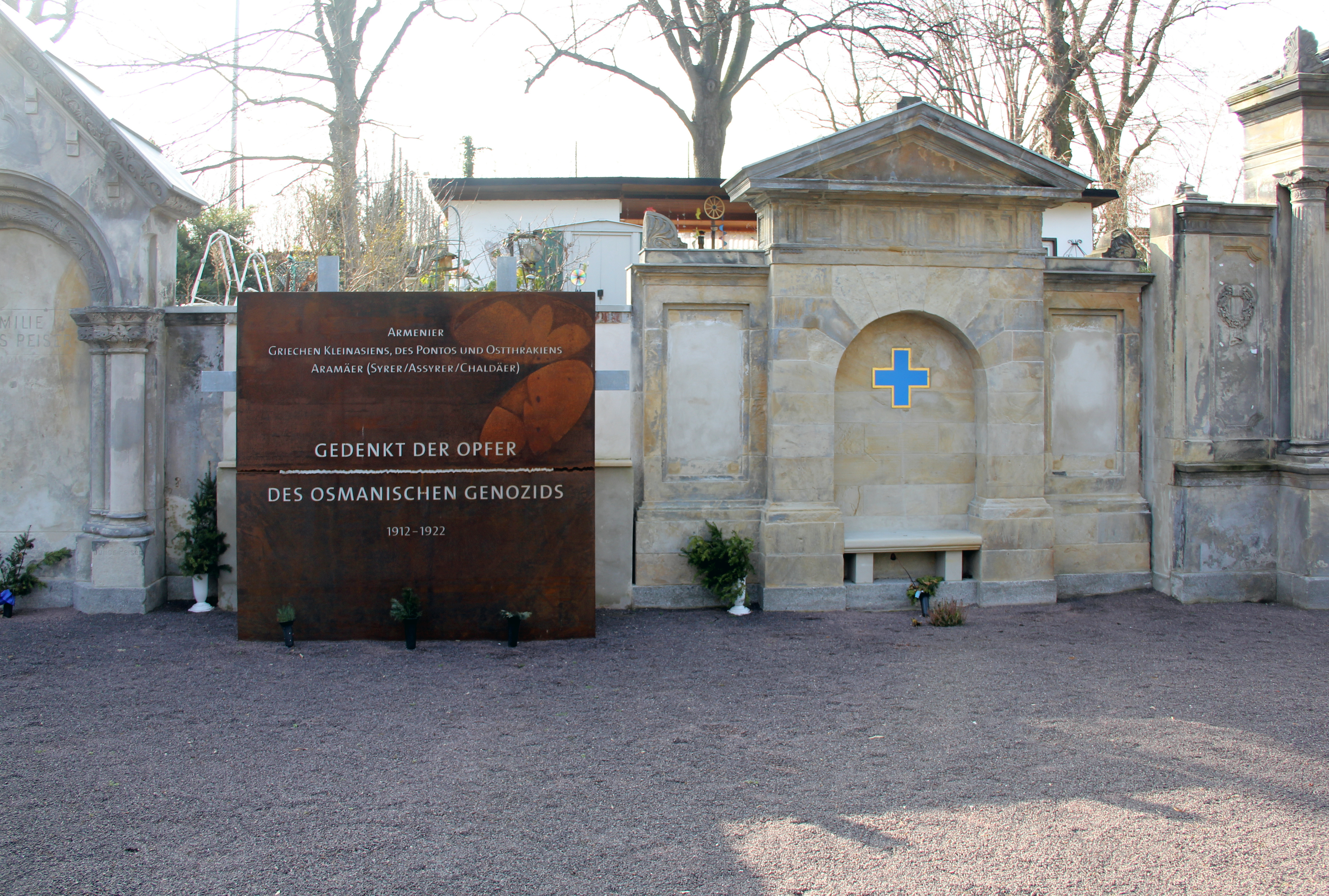
베를린에 위치한 1912년~1922년 오스만 제국 집단학살 희생자들을 기리는 기념비. 기념비에는 "아르메니아인", "소아시아, 폰투스 및 동트라키아의 그리스인" 그리고 "아람인(시리아인/아시리아인/칼데아인)"이 언급되어 있다.

오스만 제국 후기 집단학살은 청년 튀르크당에 의해 1910년대부터 1920년대까지 발생한 아르메니아인 집단학살, 그리스인 집단학살, 아시리아 집단학살이 개별적인 사건이 아닌 단일 사건의 일부로 보는 역사학적 이론이다. 역사가 베니 모리스와 드로르 지비가 저술한 《30년간의 집단학살》(2019)을 포함한 일부 자료는 이 사건을 기독교인 집단학살로 규정하지만, 도미니크 J. 샬러와 위르겐 침머러 같은 역사가들이 저술한 자료에서는 이러한 접근 방식이 "청년 튀르크당이 비기독교인들, 특히 무슬림 쿠르드족에게 가한 대규모 폭력을 무시한다"고 주장한다.

## 개요
튀르키예계 네덜란드인 역사학자이자 집단학살 연구 교수인 우우르 위미트 윈괴르는 후기 오스만 제국과 그 후계 국가에서 발생한 대규모 폭력 및 노예화에는 다음이 포함되지만 이에 국한되지는 않는다고 설명한다. 아다나 학살; 오스만 제국의 축소기 동안의 무슬림 박해; 아르메니아인 집단학살, 그리스인 집단학살, 아시리아 집단학살; 1921년 코치기리 학살; "1925년 셰이크 사이드 반란부터 1938년 데르심 학살까지 쿠르드족에 대한 대규모 폭력"; 1934년 1934년 트라키아 포그롬, 그리고 그리스 및 아르메니아 기독교인에 대한 1955년 이스탄불 포그롬이 이에 해당한다.
다른 학자들은 때때로 1890년대 기독교 아르메니아인에 대한 초기 하미디안 학살이나 1916년부터 1934년 사이의 쿠르드족 추방을 포함하기도 한다.
언론인 토머스 드 발에 따르면, 역사학자 티머시 스나이더의 《블러드랜즈》(2010)와 같이 1914년에서 1921년 사이 아나톨리아와 캅카스에서 발생한 모든 대규모 폭력을 다루는 작업은 부족하다. 드 발은 "1915년~1916년의 아르메니아인 집단학살이 이 시기의 가장 큰 잔혹 행위로 부각될 것"이라고 제안하면서도, "그러한 작업은 또한 사람들이 무슨 일이 왜 일어났는지 이해하고, 이 시대에 비극적으로 죽어간 많은 무슬림에게 경의를 표할 수 있는 맥락을 확립할 것"이라고 덧붙였다.

## 같이 보기
- 1915년 디야르바키르 집단학살
- 레바논 산의 대기근

## 참고 문헌
- Roshwald, Aviel (2013). 〈Part II. The Emergence of Nationalism: Politics and Power – Nationalism in the Middle East, 1876–1945〉.   Breuilly, John. 《The Oxford Handbook of the History of Nationalism》. 옥스퍼드 및 뉴욕: 옥스퍼드 대학교 출판부. 220–241쪽. doi:10.1093/oxfordhb/9780199209194.013.0011. ISBN 9780191750304.
- Smith, Roger W. (Spring 2015). 《Introduction: The Ottoman Genocides of Armenians, Assyrians, and Greeks》. 《Genocide Studies International》 9 (토론토: 토론토 대학교 출판부). 1–9쪽. doi:10.3138/GSI.9.1.01. ISSN 2291-1855. JSTOR 26986011. S2CID 154145301.
- Üngör, Uğur Ümit (2012). 〈Disastrous Decade: Armenians and Kurds in the Young Turk Era, 1915–25〉.   Jongerden, Joost; Verheij, Jelle. 《Social Relations in Ottoman Diyarbekir, 1870–1915》. Islamic History and Civilization 51. 레이던 및 보스턴: 브릴 (출판사). 267–295쪽. doi:10.1163/9789004232273_010. ISBN 978-90-04-23227-3. ISSN 1380-6076. S2CID 130614294.